# António Sampaio da Nóvoa
António Manuel Seixas Sampaio da Nóvoa GCIP • GCCa • ComRB (Valença, 12 de dezembro de 1954) é um professor universitário português, doutor em Ciências da Educação (Universidade de Genebra) e História Moderna e Contemporânea (Paris-Sorbonne). Atualmente, é professor catedrático do Instituto de Educação da Universidade de Lisboa e reitor honorário da mesma universidade.
É autor de mais de 150 publicações, entre livros, capítulos e artigos, editadas em 12 países. As suas investigações e interesses incidem sobre história e psicologia da educação, educação comparada, e formação de professores.
Foi candidato independente às eleições presidenciais de 2016, agregando vários apoios à esquerda, nomeadamente dos três ex-Presidentes da República, Ramalho Eanes, Mário Soares e Jorge Sampaio. O LIVRE/Tempo de Avançar,e o PCTP/MRPP manifestaram-lhe o apoio formal, bem como vários membros do Partido Socialista, nomeadamente o presidente do partido, Carlos César, e a secretária-geral adjunta, Ana Catarina Mendes. Foi ainda um dos candidatos que encaixam no perfil presidencial definido pelo Partido Ecologista “Os Verdes”, juntamente com Edgar Silva e Marisa Matias, e um dos candidatos recomendados pelo primeiro-ministro e secretário-geral do PS António Costa, juntamente com Maria de Belém.

## Biografia
Natural de Valença, onde nasceu a 12 de dezembro de 1954, filho do juiz Alberto Manuel de Sequeira Leal Sampaio da Nóvoa (1927–2022) e de Saladina do Faro Fernandes Seixas Sampaio da Nóvoa (?–julho de 2014), é o segundo de cinco filhos, quatro irmãos e uma irmã.
É descendente direto do historiador Alberto Sampaio (1841–1908), da Casa de Boamense. É nesta casa, situada em Cabeçudos, concelho de Vila Nova de Famalicão, que a família, de raízes fidalgas minhotas, se reúne em férias e festividades.
Sampaio da Nóvoa fez a instrução primária na Escola Pública de Caminha, tendo feito dois anos num e terminado a quarta classe na localidade de Nova Oeiras, onde a família se instalou no início de 1964 e reside até hoje. Na adolescência, é convidado por um olheiro da Académica de Coimbra a fazer testes para a equipa de futebol e chega à Universidade de Coimbra com 16 anos, matriculado em Matemática e com um ordenado de jogador juvenil de 1 300 escudos, dos quais 900$00 eram para pagar a residência estudantil.
Em Coimbra, vive na República 5 de Outubro, uma residência mista e «fortemente politizada». Pouco depois da chegada à cidade, é delegado da associação de estudantes e, para além do futebol, frequenta os palcos do Teatro dos Estudantes da Universidade de Coimbra. Na cidade (ainda se vivia no Estado Novo) é uma vez agredido à bastonada pela polícia, numa manifestação de celebração da Tomada da Bastilha, na Praça da República, onde distribuía panfletos antirregime.
Entre o teatro, as leituras e as tertúlias políticas, recusa um convite para passar à equipa de futebol sénior da Académica e não acaba a licenciatura em Matemática, para ir para a Escola de Teatro do Conservatório Nacional, em Lisboa, com uma bolsa da Fundação Calouste Gulbenkian, em 1973. Teve como colegas, entre outros, a atriz São José Lapa e encenador Carlos Fragateiro, de quem é amigo.. Obteve nessa escola, ao fim de quatro anos, o bacharelato em Teatro, variante de Formação de Atores e Encenadores.

### Pós-25 de Abril
Casa-se com Lénia Real aos 19 anos, a idade que tinha aquando da Revolução dos Cravos. Por esta altura, a intervenção política sobrepõe-se ao teatro e ao Conservatório. Conhece José Afonso e, através deste, associa-se à Liga de Unidade e Ação Revolucionária (LUAR). Nas eleições autárquicas de 1976, dinamiza uma das primeiras listas de cidadãos independentes, a TMUPA – Trabalhadores e Moradores Unidos Pela Autarquia, para concorrer à Assembleia de Freguesia de Parede, concelho de Cascais.
Através do teatro, chega à formação de professores, dando aulas de expressão dramática no Magistério Primário de Aveiro, de 1977 a 1979. Em Aveiro, em 1979, chega a fundar o Grupo Experimental de Teatro da Universidade e, por esta altura, lança, com Carlos Fragateiro, os Encontros Internacionais de Teatro e Educação. Estes encontros culminariam, em 1992, na criação, com Fragateiro e outros colegas, da IDEA – Associação Internacional de Drama/Teatro e Educação, ligada à UNESCO e fundada no Teatro Rivoli, e na organização do Congresso Mundial de Teatro, que contou com a presença de Vanessa Redgrave, Glenda Jackson, Eduard Bond, entre outros.
Acaba por ir para a Suíça, onde obtém o Diplôme d’Études Avancés em Ciências da Educação (30 ECTS ou um semestre) – reconhecido em Portugal como licenciatura, pela Universidade de Aveiro, em 1984 – e conclui, dois anos depois, o doutoramento em Ciências da Educação pela Universidade de Genebra, defendendo uma tese sobre a história do processo de profissionalização da actividade docente em Portugal (séculos XVIII a XX), classificada com a nota máxima.
O filho André nasce em 1985 e Sampaio da Nóvoa volta para Lisboa, onde é professor convidado do Instituto Superior de Educação Física até o ano seguinte. Em 1986, poucos meses depois do doutoramento, é convidado para a Faculdade de Psicologia e Ciências da Educação da Universidade de Lisboa, na qual viria a ser presidente do Conselho Científico (1999/2001). Em 1990, é nomeado professor associado. Em 1994, torna-se professor agregado, depois de fazer as provas públicas de agregação na Universidade de Lisboa, sendo aprovado por unanimidade. Constrói a sua carreira académica nesta instituição e é professor catedrático a partir de 1996.
Entre 1996 e 1999, foi consultor para os assuntos da educação da Casa Civil do presidente da República Jorge Sampaio. Foi presidente da International Standing Conference for the History of Education, ISCHE, de 2000 a 2003.
Em 2006, completa um segundo doutoramento, na Universidade de Paris IV (Paris-Sorbonne), em História Moderna e Contemporânea. Quando estava como professor na Universidade de Columbia, em Nova Iorque, em 2002, é convidado para vice-reitor da Universidade de Lisboa por José Barata-Moura. É eleito reitor em maio de 2006.
Em novembro de 2008, a meio do seu primeiro mandato, demite-se do cargo no contexto da reforma estatutária da universidade. Foi reeleito a 12 de março de 2009, conforme os novos requisitos legalmente estabelecidos. Promoveu e liderou, a partir de 2012, com o reitor da Universidade Técnica de Lisboa, António Cruz Serra, o processo de fusão da Universidade de Lisboa (mais conhecida por Clássica) com a Técnica, dando origem à nova Universidade de Lisboa. A fusão teve o intuito de «juntar, numa mesma instituição, as diversas áreas do conhecimento, criando desta forma as melhores condições para acompanhar a evolução contemporânea da ciência, tecnologia, artes e das humanidades.» Manteve-se reitor da Clássica até à conclusão da fusão, em julho de 2013.
Em 2012 foi-lhe atribuído, por unanimidade, o título de membro honorário da Universeum, the European Academic Heritage Network, uma rede de universidades reconhecida pelo Conselho Europeu, que procura valorizar o património científico, museológico, monumental, botânico e arquivístico das universidades europeias.. Desde 2012, é também presidente do Conselho Consultivo da área de Educação (Qualificação das Novas Gerações) da Fundação Calouste Gulbenkian.
Por designação do presidente Aníbal Cavaco Silva, foi presidente da comissão organizadora das comemorações do Dia de Portugal, de Camões e das Comunidades Portuguesas de 2012, tendo proferido um discurso em que expõe a sua visão sobre o país e uma crítica em relação ao caminho de austeridade seguido durante o governo de Passos Coelho, e chegando a citar José Gomes Ferreira, Miguel Torga, Franklin D. Roosevelt, Manuel Laranjeira, Teixeira de Pascoaes, Alberto Sampaio, Antero de Quental, Sophia de Mello Breyner Andresen e José Afonso.

«(...) É o compromisso com os outros, com o bem de todos, que nos torna humanos. (...)

Começa a haver demasiados “portugais” dentro de Portugal. Começa a haver demasiadas desigualdades. (...)

A arrogância do pensamento inevitável é o contrário da liberdade. (...)

“Há a liberdade de falar e há a liberdade de viver, mas esta só existe quando se dá às pessoas a sua irreversível dignidade social.” (Miguel Torga) (...)

“A democracia funda-se em coisas básicas e simples: igualdade de oportunidades; emprego para os que podem trabalhar; segurança para os que dela necessitam; fim dos privilégios para poucos; preservação das liberdades para todos.” (F. D. Roosevelt) (...)

os sacrifícios têm de basear-se numa forte consciência do social, do interesse coletivo, uma consciência que fomos perdendo na vertigem do económico; pior ainda, que fomos perdendo para interesses e grupos, sem controlo, que concentram a riqueza no mundo e tomam decisões à margem de qualquer princípio ético ou democrático. É uma “realidade inaceitável”. (...)

O tamanho não conta; o que conta, e muito, é o conhecimento e a ciência. (...)

Pela primeira vez na nossa história, começamos a ter a base necessária para um novo modelo de desenvolvimento, para um novo modelo de organização da sociedade. (...)

“Não podemos ser ingénuos. Mas denunciar as ingenuidades não significa pôr de lado as ilusões, não significa renunciar à busca de um país liberto, de uma vida limpa e de um tempo justo.” (Sophia) (...)»
—  Excerto do discurso proferido nas comemorações do 10 de Junho de 2012
Em 2014, esteve no Brasil numa missão internacional da UNESCO junto do governo brasileiro e como professor visitante na Universidade de Brasília, da qual é Doutor Honoris Causa desde Junho de 2015. Para além de inúmeras colaborações regulares nos programas de doutoramento de universidades estrangeiras como a de Barcelona, Genebra, Montreal, São Paulo, entre outras, foi professor convidado da Universidade de Wisconsin-Madison (1993/94) e da Universidade de Columbia, em Nova Iorque (2002). Em 1995, foi investigador visitante, durante um semestre, do Institut national de recherche pédagogique da Universidade de Paris V (Paris Descartes) e, em 2001, da Universidade de Oxford.
É reitor honorário da Universidade de Lisboa, desde fevereiro de 2014. É diretor da iniciativa Políticas Públicas ULisboa, desde setembro de 2014 a abril de 2015. É membro do Conselho das Ordens Honoríficas de Mérito Civil, entre 2008 e 2022, académico correspondente da Academia das Ciências de Lisboa, e desde 2022 sócio efetivo da Academia das Ciências de Lisboa, na classe de Letras, 3.ª secção, de Filosofia, Psicologia e Ciências da Educação.. É Doutor Honoris Causa pela Universidade do Algarve desde Maio de 2015.
Anunciou, no início de 2015, que era candidato independente às eleições presidenciais portuguesas de 2016.
A 25 de Outubro de 2016 recebeu o Doutoramento Honoris Causa pela Universidade Lusófona.
Entre 2022 e 2024, foi membro do Conselho de Estado, eleito pela Assembleia da República, em representação do PS, para a XV Legislatura.

## Eleições presidenciais de 2016
Sampaio da Nóvoa foi dos primeiros candidatos a anunciar a sua candidatura ao Palácio de Belém, tendo-o feito a 29 de abril de 2015, no Teatro da Trindade, em Lisboa, e formalizou-a junto do Tribunal Constitucional a 22 de dezembro, com cerca de 13 000 assinaturas.

### Organização da candidatura
O diretor da campanha foi Pedro Delgado Alves, membro da Comissão Nacional do PS e deputado à Assembleia da República, que substituiu o anterior diretor José Romano, também do PS. A comissão de honra foi presidida por Jorge Miranda.
A candidatura teve 40 mandatários para as 20 causas escolhidas: um homem e uma mulher para cada. Os mandatários nacionais foram António Correia de Campos, ex-ministro da Saúde e membro do PS, e Teresa Salgueiro, cantora e ex-vocalista dos Madredeus. Os coordenadores nacionais das causas foram Manuel Carvalho da Silva e Gabriela Canavilhas. As causas e respetivos mandatários foram:
- 25 de Abril e liberdades: Maria Antónia Palla e Vasco Lourenço
- Ambiente e alterações climáticas: Júlia Seixas e Filipe Duarte Santos
- Assuntos constitucionais: Isabel Moreira e Gomes Canotilho
- Cidadania sénior: Rosário Gama e António Betâmio de Almeida
- Cidades e desenvolvimento territorial: Maria do Céu Albuquerque e João Ferrão
- Combate à pobreza e exclusão social: Isabel Guerra e Alfredo Bruto da Costa
- Conhecimento: Sofia Aboim e Miguel Castanho
- Cultura: Maria do Céu Guerra e Rui Vieira Nery
- Desporto: Rosa Mota e Carlos Lopes
- Diáspora: Ana Maria Faria e Hermano Sanches Ruivo
- Economia e inovação: Inês Santos Silva e Fortunato Oliveira Frederico
- Igualdade e combate às discriminações: Elza Pais e Miguel Vale de Almeida
- Juventude: Sara Barata Belo e Miguel Gonçalves Guedes
- Língua portuguesa: Lídia Jorge e Eduardo Lourenço
- Mar: Vanda Nunes e Mário Ruivo
- Movimentos sociais e cidadania: Pilar del Río e António-Pedro Vasconcelos
- Segurança e defesa: Helena Carreiras e Fernando Melo Gomes
- Serviços públicos: Ana Maria Bettencourt e António Arnaut
- Trabalho: Guadalupe Simões e Sérgio Monte
- União Europeia: Ana Gomes e Rui Tavares

### Apoios nas eleições
Nóvoa contou desde cedo com vários apoios de partidos e personalidades da esquerda portuguesa, tendo sido o primeiro candidato a ser formalmente apoiado por um partido político.
Fernando Henrique Cardoso, antigo presidente do Brasil, referiu-se a Nóvoa como sendo «um velho amigo e ilustre professor que daria um bom Presidente de Portugal. A sua relação com o Brasil é muito boa, ele tem óptimas relações com o Brasil. Eu não posso meter-me em política interna de Portugal mas não tenho dúvida que sim, daria um bom Presidente de Portugal».
O antigo reitor, governador, ministro da Educação e senador do Brasil, Cristovam Buarque, proferiu à Visão as seguintes palavras: «Gostaria mesmo era que ele fosse candidato presidencial no Brasil. É capaz de perceber os problemas com uma ótica humanista. Para o mundo, seria bom um presidente como Nóvoa».
O também brasileiro Paulo Speller, secretário-geral da Organização dos Estados Ibero-americanos para a Educação, a Ciência e a Cultura, disse ao Observador o seguinte: «Eu acho que Sampaio da Nóvoa daria um bom candidato. Ele tem uma enorme facilidade em relacionar-se com toda a gente e tem uma enorme capacidade como mediador».
Entre os seus apoiantes encontram-se:
- os três antigos Presidentes da República democraticamente eleitos[35][4]
  - Ramalho Eanes[36][37] (1976/86)
  - Mário Soares[38] (1986/96)
  - Jorge Sampaio[39] (1996/2006)
- partidos e associações políticas
  - Associação 25 de Abril[carece de fontes?]
  - Associação Fórum Manifesto[40]
  - LIVRE/Tempo de Avançar[41][33]
  - PCTP/MRPP[3]
  - PEV, um dos candidatos que encaixam no perfil definido pelo partido, sendo os outros Edgar Silva e Marisa Matias[6][7][8]
- dirigentes, deputados e/ou governantes do Partido Socialista (PS)[4][42][43][5]
  - Adalberto Campos Fernandes, ministro da Saúde
  - Ana Catarina Mendes, secretária-geral adjunta do PS e deputada à AR
  - Ana Jorge, ex-ministra da Saúde
  - Ana Gomes, eurodeputada
  - Ana Sofia Antunes, secretária de Estado da Inclusão das Pessoas com Deficiência
  - António Arnaut, cofundador do PS, ex-deputado à AR e à Constituinte, ex-ministro dos Assuntos Sociais e principal responsável pela criação do SNS
  - António Costa, o primeiro-ministro apelou ao voto em Nóvoa ou Maria de Belém[9]
  - Augusto Santos Silva, ministro dos Neg. Estrang., ex-ministro da Defesa, dos Ass. Parlamentares e da Educação e membro da Comissão Política Nacional (CPN) do PS
  - Carlos César, presidente do PS e líder do grupo parlamentar do partido na AR
  - Carlos Miguel, secretário de Estado da Admin. Local e ex-presidente da CM de Torres Vedras
  - Carlos Pereira, deputado à AR e líder do PS/Madeira
  - Catarina Marcelino, ex-deputada à AR e secretária de Estado para a Cidadania e a Igualdade
  - Duarte Cordeiro, vereador da CM de Lisboa, ex-deputado à AR e diretor de campanha da 2.ª candidatura presidencial de Manuel Alegre
  - Edite Estrela, deputada à AR, ex-presidente da CM de Sintra e ex-eurodeputada
  - Eduardo Cabrita, ministro Adjunto e ex-deputado à AR
  - Elisa Ferreira, ex-ministra do Ambiente e do Planeamento e eurodeputada
  - Elza Pais, deputada à AR e ex-secretária de Estado da Igualdade
  - Fernando Rocha Andrade, membro do Secretariado Nacional (SN) do PS, ex-deputado à AR e secretário de Estado dos Assuntos Fiscais
  - Gabriela Canavilhas, ex-ministra da Cultura, membro da Comissão Nacional (CN) do PS e deputada à AR
  - Graça Fonseca, membro do SN do PS, ex-deputada à AR, ex-vereadora da CM Lisboa e secretária de Estado Adjunta e da Modernização Administrativa
  - Idália Serrão, deputada à AR e ex-secretária de Estado Adjunta e da Reabilitação
  - Inês de Medeiros, deputada à AR
  - Isabel Moreira, membro da CN do PS e deputada à AR[44]
  - Isabel Santos, deputada à AR, ex-governadora civil do Porto e presidente da Comissão de Direitos Humanos da OSCE
  - João Galamba, membro do SN do PS e deputado à AR
  - João Paulo Rebelo, deputado à AR
  - João Pedro Matos Fernandes, ministro do Ambiente
  - João Torres, deputado à AR e líder da Juventude Socialista
  - Jorge Gomes, secretário de Estado da Administração Interna
  - Jorge Lacão, deputado à AR e ex-ministro dos Assuntos Parlamentares
  - José António Vieira da Silva, ministro do Trabalho, Solidariedade e Segurança Social, ex-deputado, ex-ministro da Economia e membro da CPN do PS
  - Júlia Rodrigues, deputada à AR e ex-vereadora na CM de Mirandela.
  - Luís Capoulas Santos, ministro da Agricultura, Florestas e Desenvolv. Rural, ex-vereador da CM Montemor-o-Novo, ex-deputado à AR e ex-eurodeputado
  - Manuel Pizarro, membro do SN do PS, ex-secretário de Estado da Saúde e vereador da CM Porto
  - Maria Antónia Almeida Santos, deputada à AR
  - Maria do Céu Albuquerque, membro do SN do PS, presidente da CM Abrantes e presidente da Comunidade Intermunicipal do Médio Tejo
  - Odete João, deputada à AR
  - Pedro Bacelar de Vasconcelos, deputado e presidente da Comissão de Assuntos Constituc., Direitos, Liberdades e Garantias da AR
  - Pedro Delgado Alves, membro da CN do PS, presidente da JF Lumiar e deputado à AR
  - Pedro Marques, ministro do Planeamento e das Infraestruturas e ex-deputado à AR
  - Pedro Silva Pereira, eurodeputado, ex-deputado à AR e ex-ministro da Presidência
  - Renato Sampaio, deputado à AR
  - Sérgio Ávila, vice-presidente do Governo dos Açores, ex-deputado à AR e ex-presidente da CM de Angra do Heroísmo
  - Tiago Barbosa Ribeiro, deputado à AR
  - Vasco Cordeiro, presidente do Governo dos Açores e líder do PS/Açores
- outras personalidades[43]
  - Adriano Pimpão, ex-reitor da Universidade do Algarve, ex-secretário de Estado do Desenvolv. Regional e presidente da Assembleia Municipal de Loulé
  - António-Pedro Vasconcelos, cineasta
  - Alice Vieira, escritora
  - Alfredo Bruto da Costa, engenheiro, professor universitário, antigo conselheiro de Estado e ex-ministro Coordenação Social e dos Assuntos Sociais
  - Alfredo José de Sousa, fiscalista, ex-juiz do Supremo Tribunal de Justiça e ex-Provedor de Justiça
  - Ana Drago, socióloga e ex-deputada à AR pelo BE
  - Ana Maria Bettencourt, professora universitária, presidente do Conselho Geral do IPL e ex-presidente do Conselho Nacional de Educação
  - Ana Jorge, pediatra e ex-ministra da Saúde[45]
  - André Freire, professor universitário
  - António Avelãs, presidente do Sindicato dos Professores da Grande Lisboa
  - António Branco, reitor da Universidade do Algarve
  - António Correia de Campos, professor universitário, ex-ministro da Saúde e mandatário nacional da candidatura
  - António Cruz Serra, reitor da Universidade de Lisboa
  - António Lobo Antunes, escritor
  - António Manuel Hespanha, historiador e professor universitário
  - António Mendonça, economista, professor universitário e ex-ministro das Obras Públicas, Transportes e Comunicações
  - António Vigário, advogado, sociólogo e ex-líder estudantil
  - Camilo Mortágua, histórico ativista revolucionário e membro fundador da LUAR
  - Carlos Alberto Moniz, apresentador, maestro e compositor
  - Carlos Brito, ex-dirigente do PCP[46]
  - Carlos Lopes, atleta, medalhista olímpico
  - Carlos Lobo, vice-reitor da Univ. de Lisboa e ex-secretário de Estado dos Assuntos Fiscais
  - Carlos Monjardino, presidente da Fundação Oriente
  - Constantino Sakellarides, professor universitário e presidente da Fundação do Serviço Nacional de Saúde
  - Daniel Oliveira, jornalista e comentador político
  - Eduardo Paz Ferreira, advogado e professor universitário
  - Eduardo Lourenço, professor, ensaísta e filósofo
  - Eládio Climaco, jornalista e apresentador de televisão
  - Elísio Estanque, sociólogo
  - Elísio Summavielle, ex-secretário de Estado da Cultura
  - Fernando Melo Gomes, almirante e ex-chefe do Estado Maior da Armada
  - Fernando Palouro, jornalista, escritor e ex-director do Jornal do Fundão
  - Fernando Seabra Santos, ex-reitor da Universidade de Coimbra
  - Fernando Vendrell, cineasta
  - Francisco Ramos, presidente do IPO e ex-secretário de Estado da Saúde
  - Guadalupe Simões, enfermeira e presidente do Sindicato dos Enfermeiros Portugueses
  - Hermano Sanches-Ruivo, vereador da CM de Paris pelo Partido Socialista francês
  - Isabel do Carmo, médica e professora universitária[47]
  - João Cravinho, engenheiro civil e ex-ministro do Equipamento, Planeamento e Administração do Território
  - João Diogo Nunes Barata, embaixador e chefe de gabinete do presidente Mário Soares
  - João Ferrão, geógrafo, pró-reitor da Universidade de Lisboa e ex-secretário de Estado do Ordenamento do Território e das Cidades
  - João Ferreira do Amaral, economista e professor universitário
  - João Maria Marques Pinto, ator
  - João Serra, ex-chefe da Casa Civil do presidente Jorge Sampaio e ex-presidente da Fundação Cidade de Guimarães
  - Jorge Miranda, ex-deputado à AR, deputado à Assembleia Constituinte e constitucionalista[36]
  - Jorge Reis Novais, constitucionalista
  - José Pinto Ribeiro, advogado e ex-ministro da Cultura
  - José Pinto Ramalho, general ex-chefe do Estado Maior do Exército
  - José Carlos Vasconcelos, jornalista,  director do Jornal de Letras e ex-deputado à AR
  - José Gomes Canotilho, constitucionalista
  - José Magalhães, ex-deputado à AR, ex-secretário de Estado dos Assuntos Parlamentares, Adjunto da Admin. Interna e da Justiça e da Modernização Judiciária
  - José Maria Castro Caldas, economista
  - José Tribolet, professor universitário
  - Júlio Pomar, artista plástico
  - Lídia Jorge, escritora
  - Luís Aleluia, ator (Menino Tonecas)[48]
  - Luís Paulo Alves, gestor, director do Instituto de Alimentação e Mercados Agrícolas, ex-deputado à ALRAA e ex-eurodeputado pelo PS
  - Luísa Schmidt, professora universitária[49]
  - Manuel Carvalheiro, cineasta
  - Manuela Arcanjo, economista, professora universitária, ex-ministra da Saúde
  - Manuela Eanes, presidente do Instituto de Apoio à Criança
  - Manuel Carvalho da Silva, antigo secretário-geral da CGTP
  - Maria Antónia Palla, escritora e jornalista
  - Maria do Céu Guerra, actriz e encenadora
  - Maria João Luís, actriz e encenadora
  - Mário Ruivo, oceanógrafo, professor universitário, ex-ministro dos Negócios Estrangeiros
  - Mário Zambujal, escritor
  - Marta E. Miranda, cantora e vocalista dos OqueStrada
  - Miguel Gonçalves Mendes, realizador
  - Miguel Vale de Almeida, antropólogo, professor universitário e ex-deputado à AR pelo PS
  - Nuno Portas, arquitecto
  - Nuno Markl, escritor e humorista
  - Óscar Branco, actor
  - Paulo Côrte-Real, economista, professor universitário, vice-presidente da ILGA e membro da direção da ILGA-Europe
  - Paulo Sucena, membro do Conselho Nacional de Educação e ex-secretário-geral da FENPROF
  - Pedro Lourtie, embaixador e ex-secretário de Estado dos Assuntos Europeus
  - Pilar del Río, escritora, jornalista e presidente da Fundação José Saramago
  - Rosa Mota, atleta e medalhista olímpica
  - Rosário Gambôa, presidente do Instituto Politécnico do Porto
  - Rui Nabeiro, empresário e ex-presidente da CM de Campo Maior
  - Rui Tavares, historiador, dirigente do LIVRE/Tempo de Avançar e ex-eurodeputado[50]
  - Rui Vieira Nery, musicólogo e professor universitário
  - Rui Zink, escritor e professor universitário[51]
  - São José Lapa, actriz e encenadora
  - Sandra Barata Belo, actriz
  - Sérgio Monte, secretário geral do Sindicato dos Trabalhadores dos Transporte
  - Silvia Rizzo, actriz
  - Teresa Ricou, artista e mentora do Chapitô[52]
  - Teresa Salgueiro, cantora e ex-vocalista dos Madredeus[53]
  - Vasco Lourenço, capitão de Abril e presidente da Associação 25 de Abril[46]
  - Vasco Wellenkamp, fundador e director da Companhia Portuguesa de Bailado Contemporâneo
  - Violante Saramago, curadora e jornalista, ex-deputada à ALRAM pelo PS e pelo BE
  - Vitor Ramalho, secretário-geral da UCCLA, ex-deputado à AR, ex-secretário de Estado do Trabalho e da Economia e consultor da Casa Civil do presidente Mário Soares

## Resultados eleitorais

### Eleições Presidenciais
| Data | Partidos apoiantes | 1ª Volta | 1ª Volta  | 1ª Volta       | 1ª Volta | 2ª Volta | 2ª Volta | 2ª Volta | 2ª Volta | Status     |
| Data | Partidos apoiantes | Cl.      | Votos     | %              | +/-      | Cl.      | Votos    | %        | +/-      | Status     |
| ---- | ------------------ | -------- | --------- | -------------- | -------- | -------- | -------- | -------- | -------- | ---------- |
| 2016 | PCTP/MRPP, LIVRE   | 2.º      | 1 062 138 | 22,88 / 100,00 |          |          |          |          |          | Não Eleito |

### Eleições autárquicas

#### Assembleias de Freguesia
| Data | Partido | Partido | Freguesia | Posição   | Cl. | Votos | %             | +/- | Status     |
| ---- | ------- | ------- | --------- | --------- | --- | ----- | ------------- | --- | ---------- |
| 1976 |         | TMUPA   | Parede    | ? (em 45) | 5.º | 520   | 5,20 / 100,00 |     | Não Eleito |

## Condecorações e prémios
- Grau de Comendador da Ordem de Rio Branco do Brasil (21 de maio de 1999);[54]
- Grau de Grã-Cruz da Ordem da Instrução Pública de Portugal, atribuída pelo Presidente Jorge Sampaio (4 de outubro de 2005);[55]
- Grau de Grã-Cruz da Ordem de Camões de Portugal, atribuída pelo Presidente Marcelo Rebelo de Sousa (12 de dezembro de 2024);[55]
- Prémio Universidade de Coimbra 2014, atribuído no dia 1 de março de 2014, durante a sessão solene do 724.º aniversário da Universidade de Coimbra.[56]

## Obra publicada

### Artigos em revistas comreferees
- Nóvoa, A. (2012). Lumières sur l’école: Comment interpréter les débats éducatifs contemporains dans le monde?, Administration et Éducation, 3, 9-17.
- Nóvoa, A. (2012). Pensar: Alunos, professores, escolas, políticas. Revista Educação, Cultura e Sociedade (Brasil), v. 2, 2, 7-17.
- Nóvoa, A. (2010). La construcción de un espacio educativo europeo: Gobernando a través de los datos y la comparación. Revista Española de Educación Comparada, 16, 23-41.
- Nóvoa, A. (2009). Para una formación de profesores construída dentro de la profesión. Revista de Educación, 350, 203-218.
- Nóvoa, A. (2009). Educación 2021: Para una historia del futuro. Revista Iberoamericana de Educación, 49, 181-199.
- Nóvoa, A. & Yariv-Mashal, T. (2003). Comparative Research in Education: a mode of governance or a historical journey?. Comparative Education, 39 (4), 423-438.

### Livros
- Nóvoa, António (1993). Os Professores e as Reformas de Ensino na Viragem do Século 1886-1906. Porto: Edições ASA. ISBN 0101000071351 Erro de parâmetro em {{ISBN}}: prefixo inválido
- Nóvoa, António (1995). As Organizações Escolares em Análise. Amadora: Dom Quixote. ISBN 9789722010047
- Nóvoa, António; Diana Soto Arango; Erwin V. Johanningmeier; Marc Dcpaepe (1996). Para uma História da Educação Colonial. Lisboa: EDUCA.
- Nóvoa, António (1998). Histoire & Comparaison. Lisboa: EDUCA. ISBN 9789728036225
- Nóvoa, António & Santa-Clara, Ana Teresa (coords.) (2003). «Liceus de Portugal» - Histórias, Arquivos, Memórias. Porto: Edições ASA. ISBN 9789724131733
- Nóvoa, António (coord.) (2003). Dicionário de Educadores Portugueses. Porto: Edições ASA. ISBN 9789724136110
- Nóvoa, António (2004). Currículo, Situações Educativas e Formação de Professores - Estudos em Homenagem a Albano Estrela. Lisboa: EDUCA. ISBN 9799728036712
- Nóvoa, António (2005). Evidentemente - Histórias da Educação. Porto: Edições ASA. ISBN 9789724142142
- Lawn, Martin & Nóvoa, António (2005). L’Europe Réinventée - Regards critiques sur l’espace européen de l’éducation. Paris: L'Harmattan.
- Nóvoa, António; Michael W. Apple (2006). Paulo Freire: Política e Pedagogia. Porto: Porto Editora. ISBN 978-972-0-34128-0
- Nóvoa, António; António Candeias; Manuel Henrique Figueira (2008). Sobre a Educação Nova - Cartas de Adolfo Lima a Álvaro Viana Lemos (1923-1941). Lisboa: EDUCA. ISBN 9789728036102
- Nóvoa, António (2008). A Difusão Mundial da Escola. Lisboa: EDUCA. ISBN 9789728036270
- Nóvoa, António (2010). Formar Leitores para Ler o Mundo. Lisboa: Fundação Calouste Gulbenkian. ISBN 9789723113266
- Nóvoa, António (2013). A Universidade Medieval em Lisboa. Séculos XIII-XVI. Lisboa: Tinta da China. ISBN 9789896711443
- Nóvoa, António (2013). A Universidade de Lisboa, Séculos XIX-XX, Vols. I e II. Lisboa: Tinta da China. ISBN 9789896711450
- Nóvoa, António (org.); Daniel Hameline; J. Gimeno Sacristán; José M. Esteve; Peter Woods; Maria Helena Cavaco (2014). Profissão Professor. Porto: Porto Editora. ISBN 978-972-0-34103-7
- Nóvoa, António; Sérgio Niza (2015). Escritos sobre Educação. Lisboa: Tinta da China. ISBN 9789896711276
- Nóvoa, António (2015). Política de Vida. Lisboa: Tinta da China. ISBN 9789896712891
- António Nóvoa e Ana Teresa Santa-Clara (coord.) (2003), Liceus de Portuga, Edições Asa, ISBN 9789724131733

### Capítulos de livros
- Nóvoa, A. (2009). Governing without governing – The formation of a European educational space. In Apple, M. W.; Ball, S. J. & Gandin, L. A. (eds.), The Routledge International Handbook of the Sociology of Education (pp. 264-273). Abingdon, Oxon: Routledge. ISBN 9780415486637
- Nóvoa, A. (2009). Profesores: ¿el futuro aún tardará mucho tiempo?. In Célaz, C. & Vaillant, D. (coord.), Aprendizaje y desarrollo profesional docente (pp. 49-55). Madrid: OEI/Fundación Santillana. ISBN 978-84-7666-198-7